# Покровська церква (Тараща)
Покровська (Георгіївська) церква (Тараща) — православна дерев'яна церква 1862 року в селі Тараща, Звенигородського району, Черкаської області. Побудована на честь Святого Георгія (Юрія).

## Історія
У 1743 році односельцями було збудовано першу дерев'яну церкву посеред заможного села Тараща, але у зв'язку зі стрімким ростом села її довелося розширити.
І 1861 року було прийнято рішення розібрати попередню церкву та використати її дубові бруси для будівництва нової Покровської церкви. Попередня церква стояла на кам'яному фундаменті, а вже для нової використали цегляний. В 1862 році роботи були завершені. Двохярусну, невелику, квадратову в плані дзвіницю при бабинці звели у 1872 році. А розписали і пофарбували церкву лише у 1883 році, та перемалювали у 1912 році в блакитний колір олійними фарбами. Зберігся малопомітний живопис на стінах храму: постаті євангелистів і Свята Трійця. Після приходу радянської влади в Україну почали закриватися церкви та костели, через світогляд атеїзму більшовиків, і Покровська церква не стала винятком. У ній влаштували клуб і показували кіно, танцювали, але заходити у вівтар було заборонено. Під час Другої світової війни богослужіння в церкві були відновлені і проводилася аж до 1953 року. Згодом після закриття у 1957 році зняли дзвін. Храм простоював, певний час його використовували як складське приміщення для мінеральних добрив, і поступово він почав руйнуватися, але міцні дубові бруси не дали йому впасти.
Проект реставрації був спроектований в 1987 році, але масштабні роботи по відновленню церкви так і не були розпочаті.

## Галерея

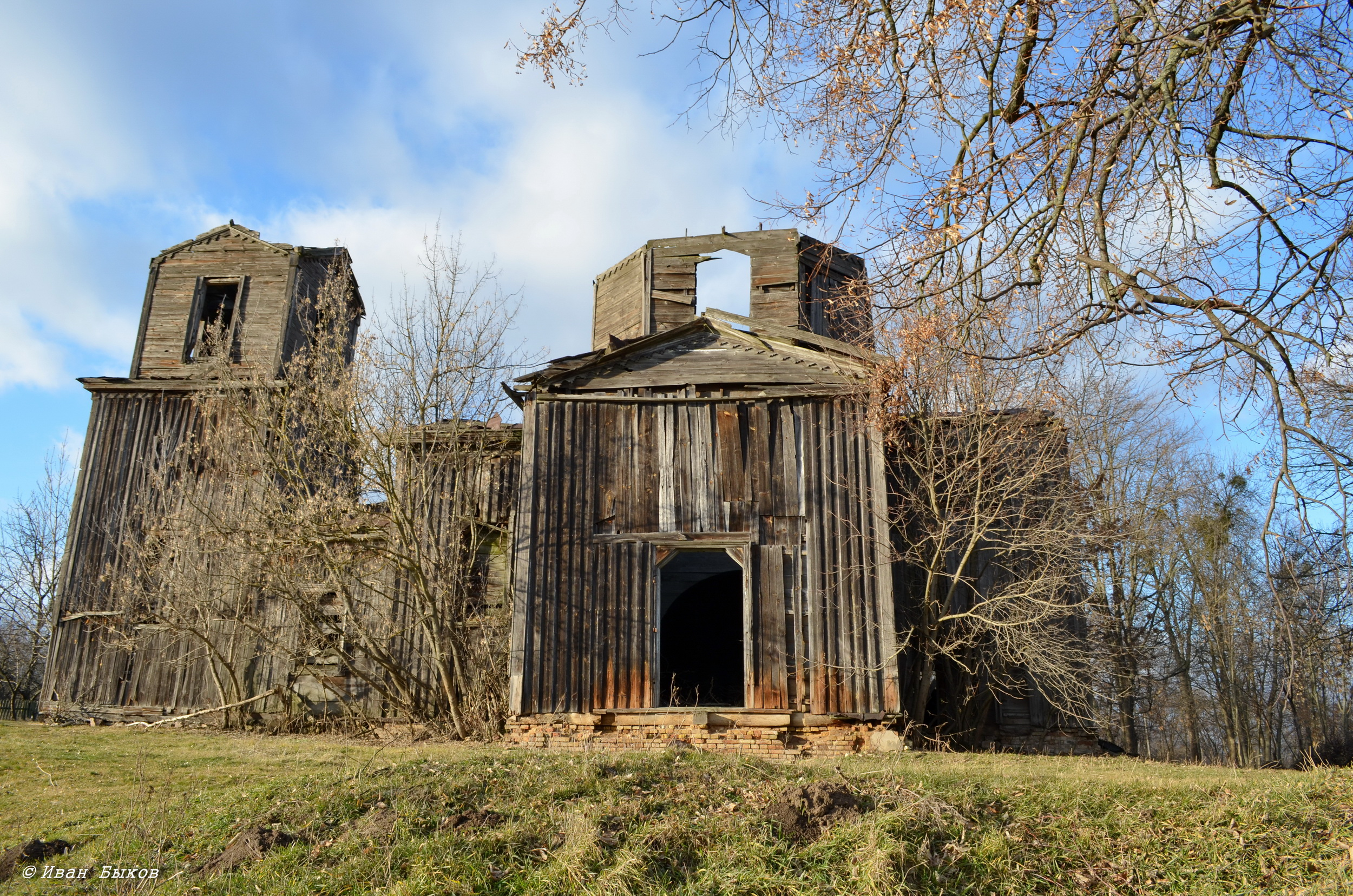
Вигляд збоку
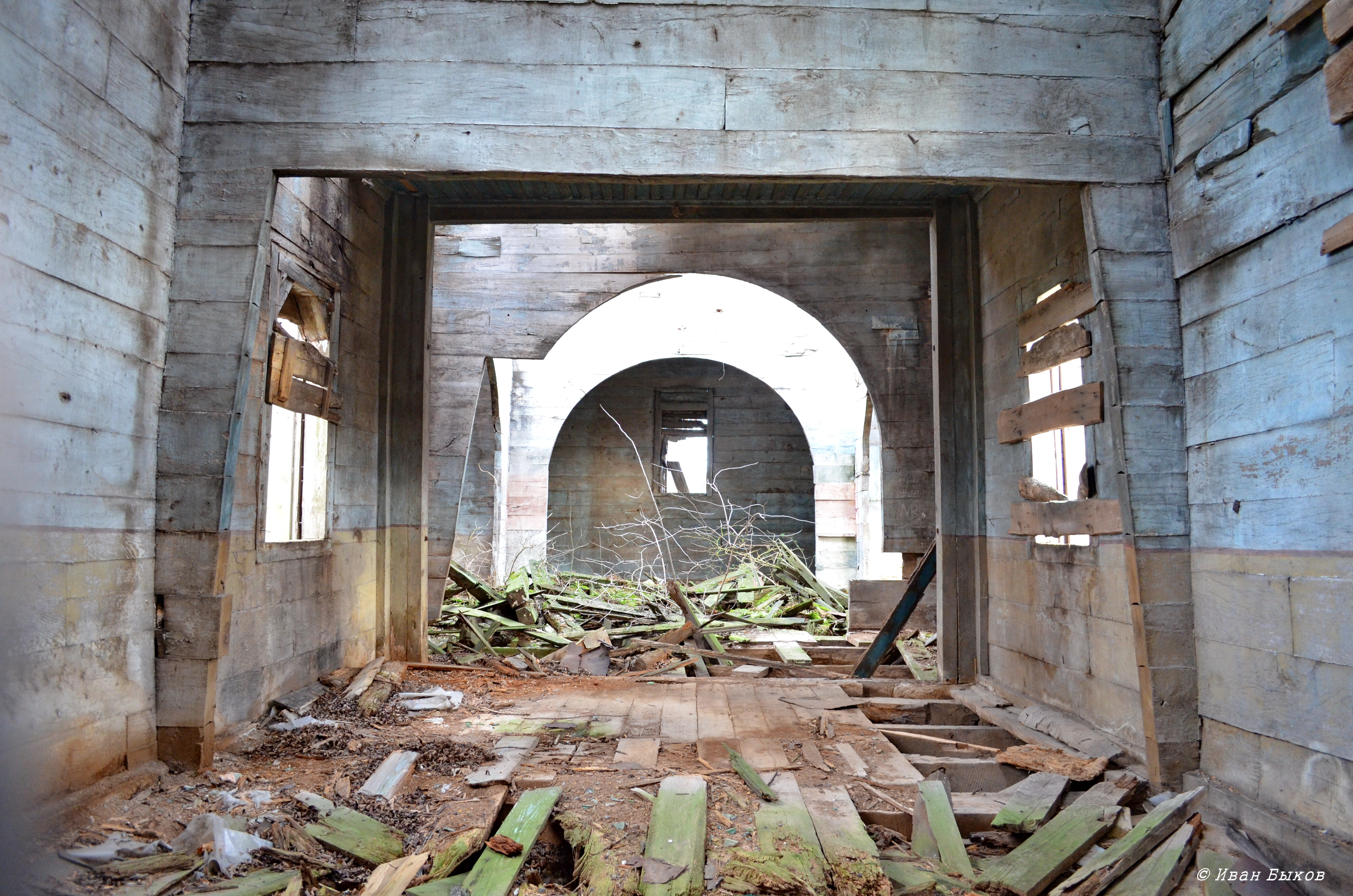
Коридор всередині
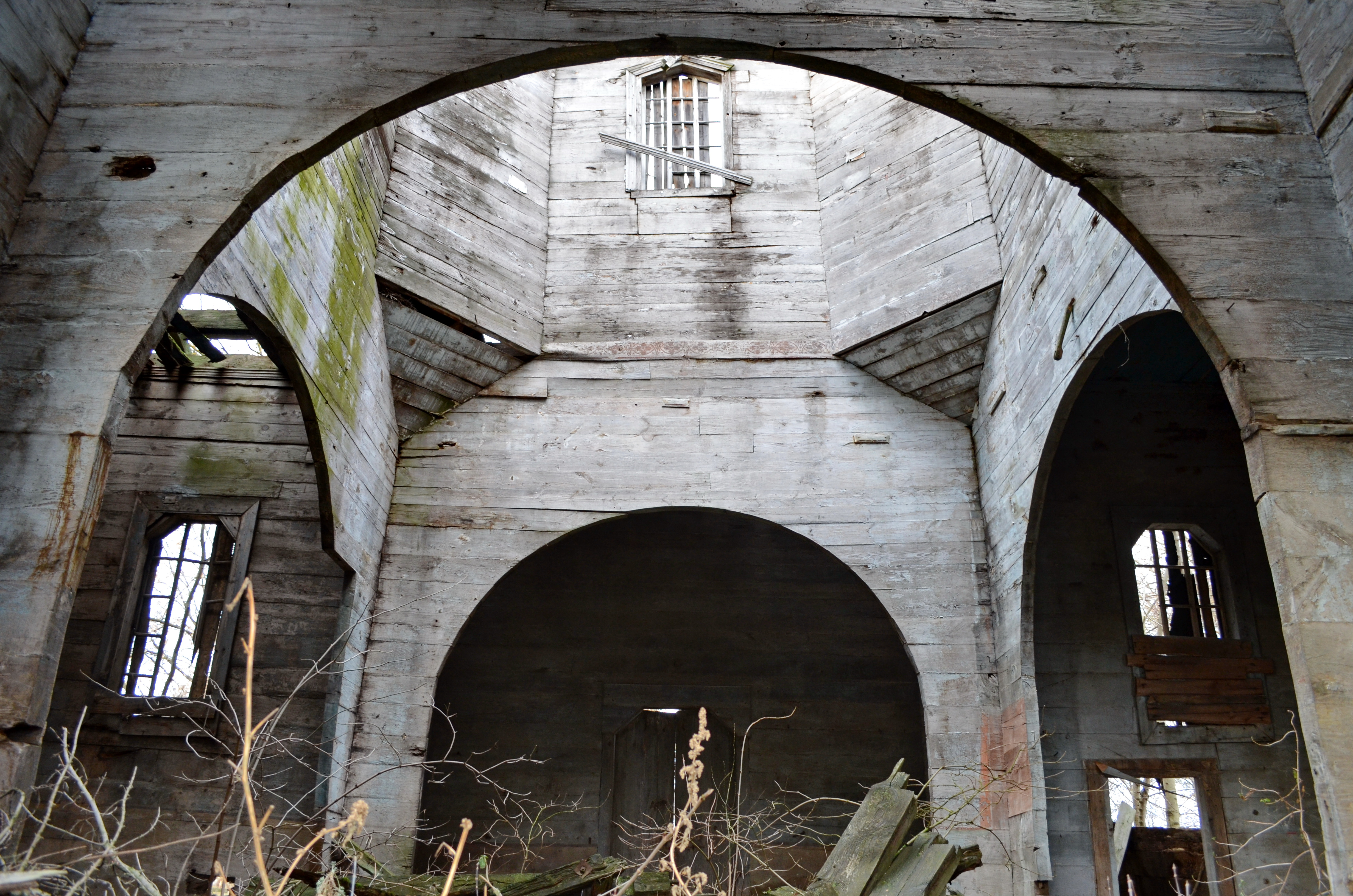
Нава
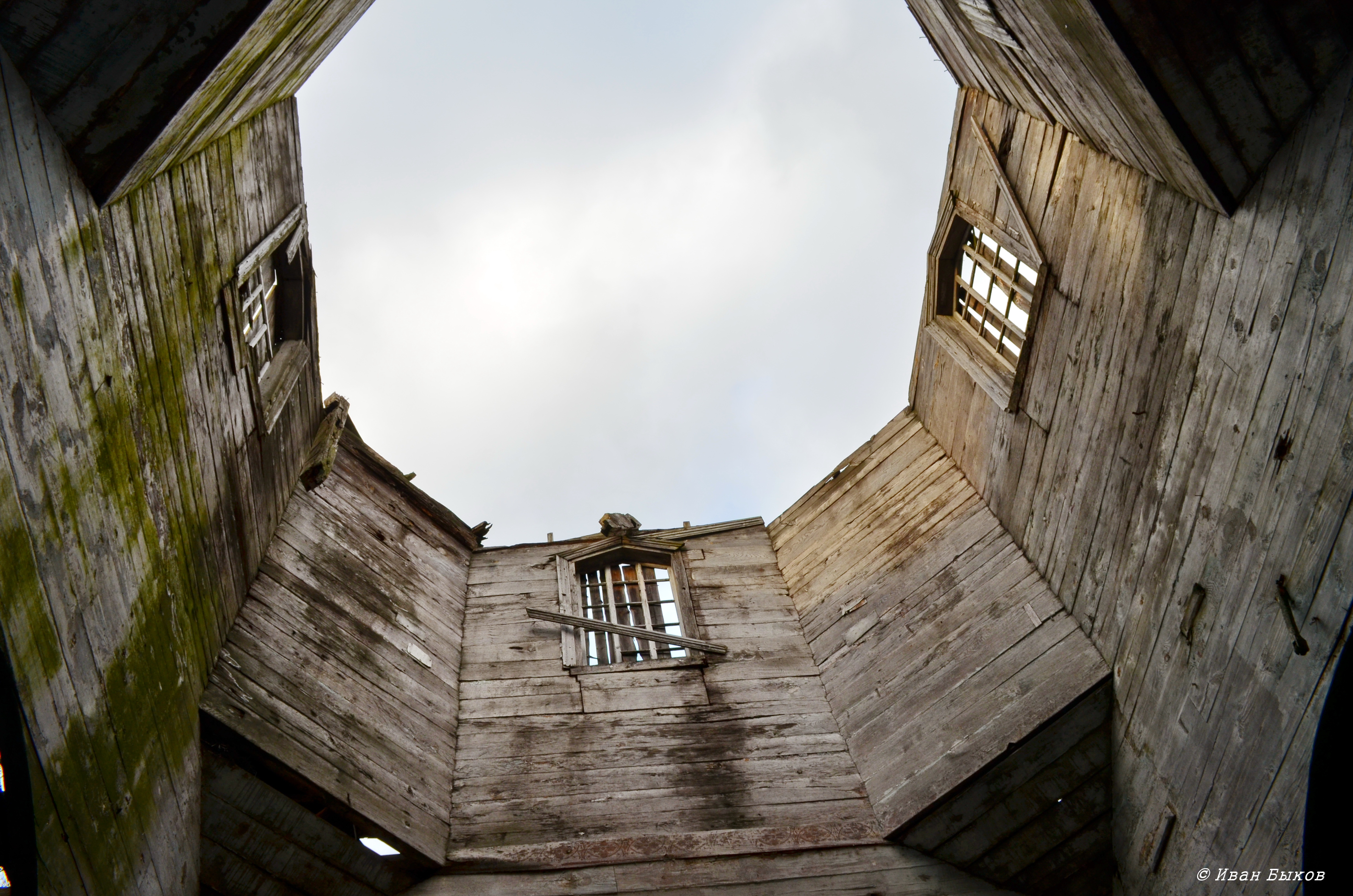
Дах нави